# Foire au jambon à Troyes

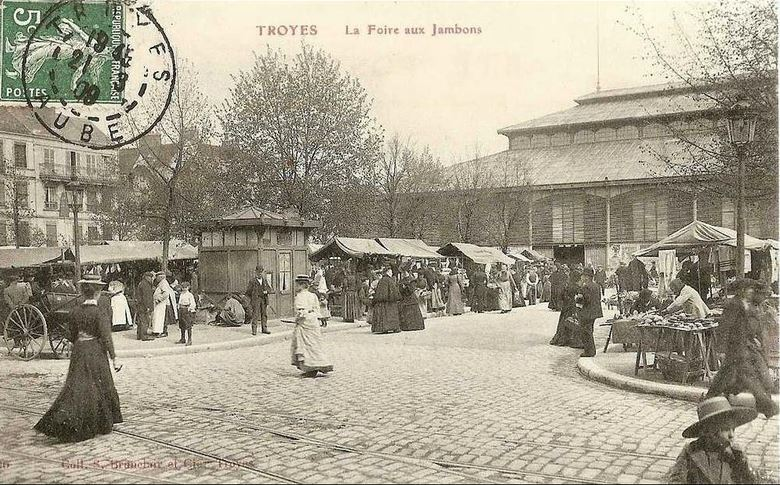
La foire au jambon à Troyes.

La Foire au jambon à Troyes est une foire qui est organisée le Jeudi saint de chaque année dans la ville de Troyes,,. Elle était la plus importante du département de l'Aube.

## Historique
Elle se tient chaque année depuis le Moyen Âge, pour célébrer la fin du Carême.
Elle se déroule place du marché des Halles et place Saint-Remy. Autrefois aussi appelée « foire au lard et au jambon », elle était située place du marché couvert et durait une journée.
Au XIXe siècle, l’animal et les gens qu’il fait vivre sont particulièrement présents dans les foires et les fêtes locales. Comme en d'autres endroits, les foires au jambon incluaient également des « foires à la ferraille ».